# 자유 (음악 그룹)
자유는 1991년 신대철이 리더로서 주도한 대한민국의 프로젝트 록 음악 밴드이다.

## 활동
1991년 7월에 1집 음반을 발표하여 프로젝트 활동 후 그 해 1991년 12월 해체하였다.
다운타운에서 히트한 곡으로 《멀어져 간 사람아》, 《다시 또 한 번》, 《Blue blood》라는 작품들이 있으며 이 가운데 《멀어져 간 사람아》라는 작품은 2년 후 1993년에 박상민이 리메이크하였다.

## 구성원
- 신대철 (1967년 2월 16일(58세) 출생, 포지션은 기타리스트, 보컬리스트, 이밖에도 리더 겸 공동 음반 프로듀서.)
- 김영진 (1956년 11월 12일(68세) 출생, 포지션은 베이시스트, 보컬리스트, 이밖에도 바이스 리더 겸 공동 음반 프로듀서.)
- 오경환 (포지션은 드러머, 이밖에도 공동 음반 프로듀서.)